# Малграт де Мар
Малграт де Мар (на испански: Malgrat de Mar) е община в провинция Каталония, Испания. Разположена е на брега на Средиземно море, между Санта Сусана и Бланес. Населението му е 18 345 души (по данни към 1 януари 2017 г.).

## История
Малграт де Мар първоначално е заселен между 13 и 14 век. Тогава градчето е известно под името Vilanova de Palafolls. Първите къщи са построени на хълма Кастел (Замъкът), разположен в средата на града.
Основен занаят е земеделието, като голям дял се пада на морските стоки. Туристическата дейност в града започва през около 1960 година и оттогава Малграт е една от основните туристически дестинации в района.

## Главни туристически атракции
- Църквата „Сан Николас“ – Построена е през 16 век и е уголемена през 18 век. Една от най-големите църкви в региона.
- El Castell – представлява кула, разположена на върха на едноименния хълм. Паркът около сградата предлага панорамна гледка към цялото градче. До върха може да се изкачите по стълби или чрез изградения лифт-асансьор в подножието на хълма.
- Парк „Франсеск Масия“ – Голям детски парк, разделен на няколко зони според възрастта на децата и играчките, подходящи за тях. Интересни за всички възрасти са шоколадовата къща (като от приказката за Хензел и Гретел), големите моливи, цветя, гъби и сладкиши – поничка, кроасан, торта, мъфин... В парка има и сцена, на която през лятото се провеждат множество концерти.

- La Pilona – Изкуствена скална платформа, разположена в средата на морето. През 1910 година е използвана за товарене на кораби с минерали, извличани от мините на Кан Палоерес, разположени в планините северно от Малграт. Използвани са въжени структури за пренасяне на минералите от мините до платформата.
- Фестивали – В началото на месец октомври, от 1999 г. насам, в градчето се провежда фестивал на музикални групи и мажоретни състезания.